# 億豐綜合工業
億豐綜合工業股份有限公司（英語：Nien Made Enterprise Co., Ltd.），簡稱億豐。是一家總部位在臺灣的跨國窗簾製造及銷售的上市公司，創立自有品牌「NORMAN」，主營中高價客製化窗簾市場。

## 歷史
1974年，粘銘先生於彰化縣福興鄉成立億豐竹業有限公司，主要生產竹製窗簾。1993年掛牌上市。2001年在美國設立子公司（Norman International, Inc.）銷售客製化百葉窗（Shutters），2007年，私募基金環球視景公司提出公開收購，申請下市，2015年重新在臺灣證券交易所上市，2020年花費新台幣12億元買進台中商辦「聯聚中雍大廈」。

## 外部連結
- 億豐綜合工業 （页面存档备份，存于）